# Salpingotus crassicauda
Espèce
Synonymes
- Salpingotus crassicauda Vinogradov, 1924
(préféré par UICN)

Statut de conservation UICN

 LC  : Préoccupation mineure
Salpingotus crassicauda, la Gerboise à queue épaisse, est une espèce de la famille des Dipodidés. Cette gerboise naine à trois doigts est originaire de Chine, Kazakhstan et Mongolie. Faute de données suffisantes, l'espèce n'est pas considérée comme étant en danger par l'Union internationale pour la conservation de la nature (UICN).